# 鲁奇·桑维
鲁奇·桑维（英語：Ruchi Sanghvi，1982年1月20日—）是社交網站Facebook第一個雇用的女電腦工程師。
鲁奇·桑维在Facebook時是核心產品經理，預見了Facebook平台及其動態彙總（News Feed）的功能，她負責公司的平台產品策略及新產品的雛形。鲁奇·桑维是Facebook早期的工程師，也是動態彙總功能的早期開發者之一。鲁奇·桑维在進入Facebook前曾是甲骨文公司實時通訊部門的軟體工程師。鲁奇·桑维在卡內基美隆大學獲得電子計算機工程的學士及碩士學位。
鲁奇·桑维在2010年底離開了Facebook，在2011年和另外兩位創始人成立了公司Cove，這個公司在2012年賣給Dropbox，鲁奇·桑维加入了Dropbox，在2013年10月離開。

## 生平和職業成就

### 早年
鲁奇·桑维在印度的浦那長大，在年輕時她有意在畢業後就參與她父親的事業。鲁奇·桑维在卡內基美隆大學獲得電子計算機工程的學士及碩士學位。

### Facebook時期
鲁奇·桑维在大學畢業後原打算在紐約工作，但被狹小的辦公小间嚇到了，後來她前往矽谷的甲骨文公司，而她當時正和大學同學Aditya Agarwal約會，他也在矽谷工作。
2005年起鲁奇·桑维和Aditya Agarwal開始在Facebook工作，鲁奇·桑维是Facebook第一個女工程師。
鲁奇·桑维是參與Facebook第一版動態彙總（News Feed）功能的幾位工程師之一，動態彙總功能是在2006年9月上線的，鲁奇·桑维寫了一個部落格的留言，宣佈此功能的問世。原始的動態彙總是由演算法計算，定期更新一用戶的朋友們活動的簡述。在當時這個功能相當地新穎，Twitter只在幾個月前提出此一功能。
動態彙總問世後造成了不少的回應及批評，其中有一些是直接針對鲁奇·桑维個人。後來導入新的隱私控制，決定哪些個人資料可以出現在朋友的頁面上，這些批評才漸漸平息，隱私控制的代碼是在一個忙碌的48小時編程會議中完成的，包括鲁奇·桑维及Chris Cox、Adam Bosworth等工程師都有參與編程，並透過Facebook主要創始人馬克·扎克伯格道歉的部落格文章公佈。
鲁奇·桑维在2006年時成為Facebook平台的領導者。

### Cove及Dropbox
鲁奇·桑维在2010年底離開Facebook，在2011年和Aditya Agarwal共同開始一個稱為Cove的計劃，2012年時檔案同步及分享的公司Dropbox宣佈併購了Cove，鲁奇·桑维和Aditya Agarwal也會加入。鲁奇·桑维成為副營運長，負責產品、行銷、市場溝通及其他工作。2013年10月鲁奇·桑维離開Dropbox，轉型為Dropbox的顧問。

### 投資者及顧問
鲁奇·桑维是許多矽谷公司的投資者及顧問，包括私密性高的相片分享服務Path、協同工作軟體Asana、以及她曾工作過的，資料儲存及分享軟體公司Dropbox。

## 個人生活
鲁奇·桑维的夫婿是Aditya Agarwal，他是鲁奇·桑维在卡內基美隆大學的同學，後來也一起進入Facebook、Cove和Dropbox等公司工作。

## 獎項
鲁奇·桑维在2011年時，因為她在Facebook的貢獻，得到TechFellow 2011年時的「最佳工程師領袖獎」。

## 政治
鲁奇·桑维是FWD.us的創始人之一，FWD.us是一個在矽谷成立的501(c)(4)條款組織，以推動美國移民改革、提升教育及推動技術突破為主要工作。這個組織在2013年4月11日成立。
鲁奇·桑维個人的故事列在FWD.us的網頁中。
鲁奇·桑维在2013年接受印度報紙《鑄幣》訪問時，曾提到她為何加入FWD.us：「矽谷是非常理想化的世界，FWD.us有使命從理想世界出發，在真實世界作一些努力。FWD.us的使命是推動知識經濟，移民只是其中之一，其他部份是了解兩黨的政策，以幫助教育系統在STEM（科學、技術、工程及數學）的研究。移民是一個目前正熱的議題，我對參議院通過的議案感到滿意，雖然華盛頓已明顯分為兩派，我希望移民改革議案可以通過。」

## 外部連結
- Ruchi Sanghvi （页面存档备份，存于） profile on CrunchBase
- Ruchi Sanghvi on Indya.Me （页面存档备份，存于）